# Mabel si marita
Mabel si marita (Mabel's Married Life) è un cortometraggio del 1914 prodotto e diretto da Mack Sennett. Prodotto dalla Keystone Pictures Studio, il film fu completato il 6 giugno 1914 e distribuito negli Stati Uniti dalla Mutual Film il 20 giugno. In italiano è noto anche coi titoli Charlot dilettante, Charlot geloso e Charlot e il manichino mentre in inglese è noto anche come The Squarehead e When You're Married.

## Trama
Mabel e il marito sono seduti su una panchina del parco, ma l'uomo la lascia sola per andare al bar a bere. Mentre il marito è assente, Mabel viene avvicinata dall'aitante Wellington (a sua volta lì con la propria moglie) che inizia a corteggiarla. Il marito di Mabel torna dal bar un po' brillo e tenta di cacciare via il rivale, ma invano. Solo la moglie di Wellington, accortasi dell'intraprendenza del marito, riesce a spegnerne l'ardore e a portarlo via con lei.
Sulla via del ritorno verso casa, Mabel vede in un negozio un manichino da pugilato, e lo acquista nella speranza che il marito lo possa usare per esercitarsi. Nel frattempo quest'ultimo, tornato al bar, ha un nuovo incontro con Wellington che si mette a importunarlo insieme ad altri clienti, ma stavolta riesce a farsi rispettare a suon di calci e schiaffi. Rientrato a casa ancor più alticcio di prima, l'uomo trova il manichino vestito come Wellington e lo scambia per quest'ultimo. Inizia così una zuffa in cui il suo avversario si limita a restituire, rimbalzando, le percosse, finché Mabel non riesce finalmente a convincere il marito della natura dell'intruso.

## Distribuzione

### Data di uscita
Le date di uscita internazionali sono state:
- 20 giugno 1914 negli Stati Uniti
- 1916 in Svezia (Charlies rival)
- 3 aprile in Italia
- 9 febbraio 1917 in Danimarca (Chaplin som skinsyg Ægtemand)
- 15 novembre in Spagna (Charlot en la vida conyugal)